# Wilf Scolding
Wilf Scolding, född 25 april 1990, är en brittisk skådespelare.
Scolding har bland annat medverkat TV-serierna The Archers och Andor. Han har även medverkat i filmen Stockholm Bloodbath.

## Filmografi (i urval)
- 2017–2013 – The Archers (TV-serie)
- 2022 – Andor (TV-serie)
- 2023 – Stockholm Bloodbath